# Marco Schürch
Marco Schürch (* 18. November 1994 in Aarberg) ist ein Schweizer Grasskiläufer. Er gehört der Junioren-Nationalmannschaft von Swiss Grasski an und startet seit 2009 im Weltcup.

## Karriere

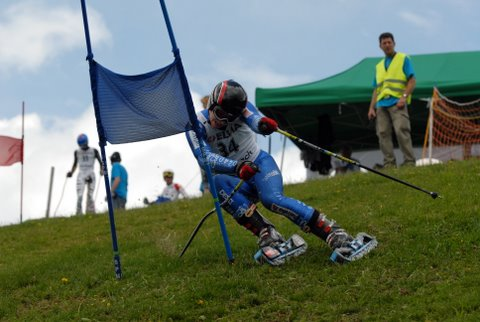
Marco Schürch am FIS-Riesenslalom auf der Marbachegg am 4. Juni 2011

Im Juni 2009 nahm Marco Schürch an seinen ersten FIS-Rennen und zwei Monate später an den ersten Weltcuprennen teil. Bei den FIS-Rennen in Urnäsch war ein 25. Platz im Riesenslalom sein einziges Resultat, während er bei den Weltcuprennen in Marbachegg den 22. Platz im Super-G erzielte, aber im Riesenslalom ausschied. An weiteren Rennen nahm er in der Saison 2009 nicht teil; im Gesamtweltcup belegte er daher nur Rang 64.
In der Saison 2010 startete Schürch bereits an allen elf Weltcuprennen. Sein bestes Ergebnis war der 17. Platz im Slalom von Čenkovice. In weiteren drei Weltcuprennen fuhr er unter die schnellsten 20 und auch in drei FIS-Rennen kam er in die Top 20. Im Gesamtweltcup erzielte er damit den 31. Platz. Bei der Juniorenweltmeisterschaft 2010 im iranischen Dizin kam er als 17. im Super-G und 21. in der Super-Kombination ins Ziel; Slalom und Riesenslalom konnte er nicht beenden. Bei den Schweizer Meisterschaften 2010 wurde er Dritter im Slalom.
In der Saison 2011 war Schürchs bestes Weltcupergebnis der 16. Platz im Riesenslalom von Forni di Sopra, während er bei FIS-Rennen einen 14. Platz im Riesenslalom auf der Marbachegg als bestes Resultat verbuchen konnte. Im Gesamtweltcup verbesserte er sich um zwei Ränge auf Platz 29. Bei der Juniorenweltmeisterschaft 2011 in Goldingen erzielte er als Neunter des Super-G und Zehnter des Riesenslaloms zwei Top-10-Ergebnisse, während er im Slalom und damit auch in der Kombination ausfiel. Er nahm auch an der zeitgleich ausgetragenen Weltmeisterschaft in der Allgemeinen Klasse teil und erzielte als einziges Resultat den 26. Platz im Riesenslalom. Im Super-G und in der Super-Kombination fiel er aus, im Slalom startete er nicht.
In der Saison 2012 erreichte Schürch mit Platz 12 im Riesenslalom auf der Marbachegg und Rang 14 im Super-G von San Sicario seine ersten Top-15-Ergebnisse in Weltcuprennen. Zudem erzielte er auch mehrere Top-15-Platzierungen in FIS-Rennen. Auf einen Start an den drei Weltcuprennen im Iran verzichtete er, wodurch er im Gesamtweltcup den 26. Platz und im Juniorencup den vierten Platz belegte. Bei der Juniorenweltmeisterschaft 2012 in Burbach verfehlte er als Vierter des Slaloms knapp die Medaillenränge. Im Super-G wurde er Siebter und in der Super-Kombination Zwölfter.

## Erfolge

### Weltmeisterschaften
- Goldingen 2011: 26. Riesenslalom

### Juniorenweltmeisterschaften
- Dizin 2010: 17. Super-G, 21. Super-Kombination
- Goldingen 2011: 9. Super-G, 10. Riesenslalom
- Burbach 2012: 4. Slalom, 7. Super-G, 12. Super-Kombination, 27. Riesenslalom

### Weltcup
- 2 Platzierungen unter den besten 15